# Palácio Belvedere
O Palácio Belvedere (Schloss Belvedere) é um palácio barroco construído para o príncipe Eugénio de Saboia no 3° distrito de Viena, a sudeste do centro da cidade. O complexo é dividido em duas partes: Belvedere Inferior e Belvedere Superior.
O Belvedere Inferior foi inaugurado em 1716 e construído pelo arquitecto Johann Lukas von Hildebrandt com a assistência do escultor Giovanni Stanetti.
De 1720 a 1723, foi construído o Belvedere Superior, novamente por Johann Lukas von Hildebrandt. Como no Belvedere Inferior, há um Marmorsaal (Salão de Mármore), que foi o local da assinatura do Tratado do Estado da Áustria, que formou a Áustria moderna, em 15 de Maio de 1955. O tecto tem pinturas de Carlo Carlone, com um altar na capela de Francesco Solimena. 
O complexo foi vendido a Maria Teresa da Áustria pelos herdeiros do príncipe. Maria Teresa deu o nome ao lugar de Belvedere, que em italiano significa Bela Vista. Na Casa dos Habsburgo, o palácio foi ampliado. Desde 1775, o Belvedere tem abrigado a galeria real em nome de José II da Germânia e, em 1806, a colecção do Schloss Ambras foi colocada no Belvedere Inferior. Ambas as colecções foram transportadas para o Museu de História da Arte. O último nobre a morar no local foi o Arquiduque Francisco Fernando. 
Desde a Primeira Guerra Mundial, o Belvedere também é um museu (Österreichische Galerie Belvedere). O edifício sofreu danos durante a Segunda Guerra Mundial, mas foi reconstruído.

## História e arquitectura

### Belvedere

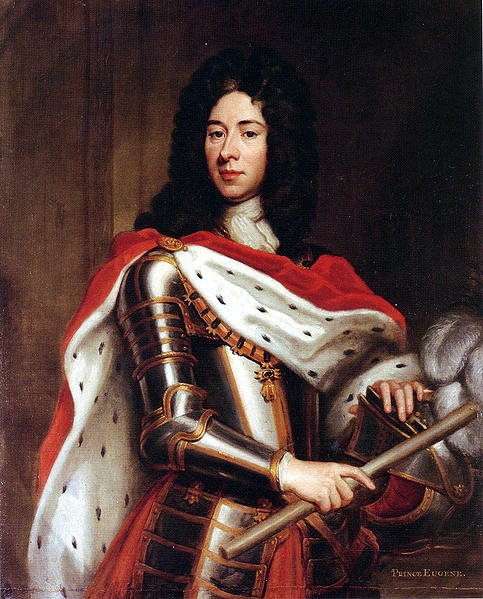
O Príncipe Eugénio de Saboia, responsável pela construção do Palácio Belvedere, em 1712.

No dia 30 de Novembro de 1697, um ano depois de iniciar a construção do seu palácio de cidade (o Stadtpalais des Prinzen Eugen) o Príncipe Eugénio comprou uma considerável parcela de terreno no Rennweg, a estrada principal para a Hungria. Foram imediatamente desenhados planos para o complexo do jardim de Belvedere. O príncipe escolheu Johann Lukas von Hildebrandt como o arquitecto chefe para este projecto, em vez de Johann Bernhard Fischer von Erlach, o criador do seu palácio de cidade. Hildebrandt (1668–1745), a quem o general tinha conhecido enquanto estava ocupado numa campanha militar no Piemonte, já lhe tinha construído o Palácio de Ráckeve, no ano de 1602, em Csepel, uma ilha no Danúbio a sul de Budapeste. Mais tarde, viria a construir muitos outros edifícios ao serviço do príncipe. O arquitecto tinha estudado engenharia civil em Roma, sob Carlo Fontana, e tinha estado ao serviço imperial em 1695–1696 a fim de aprender como construir fortificações. A partir de 1696, registos mostram que esteve empregado como arquitecto da corte em Viena. Além do Belvedere, as mais notáveis realizações de Hildebrandt incluem o Schloss Hof, o qual também foi encomendado pelo Príncipe Eugénio, o Palais Schwarzenberg (anteriormente conhecido como Palácio Mansfeld–Fondi), o Palais Kinsky, assim como toda a propriedade da Abadia de Göttweig, no Vale de Wachau.

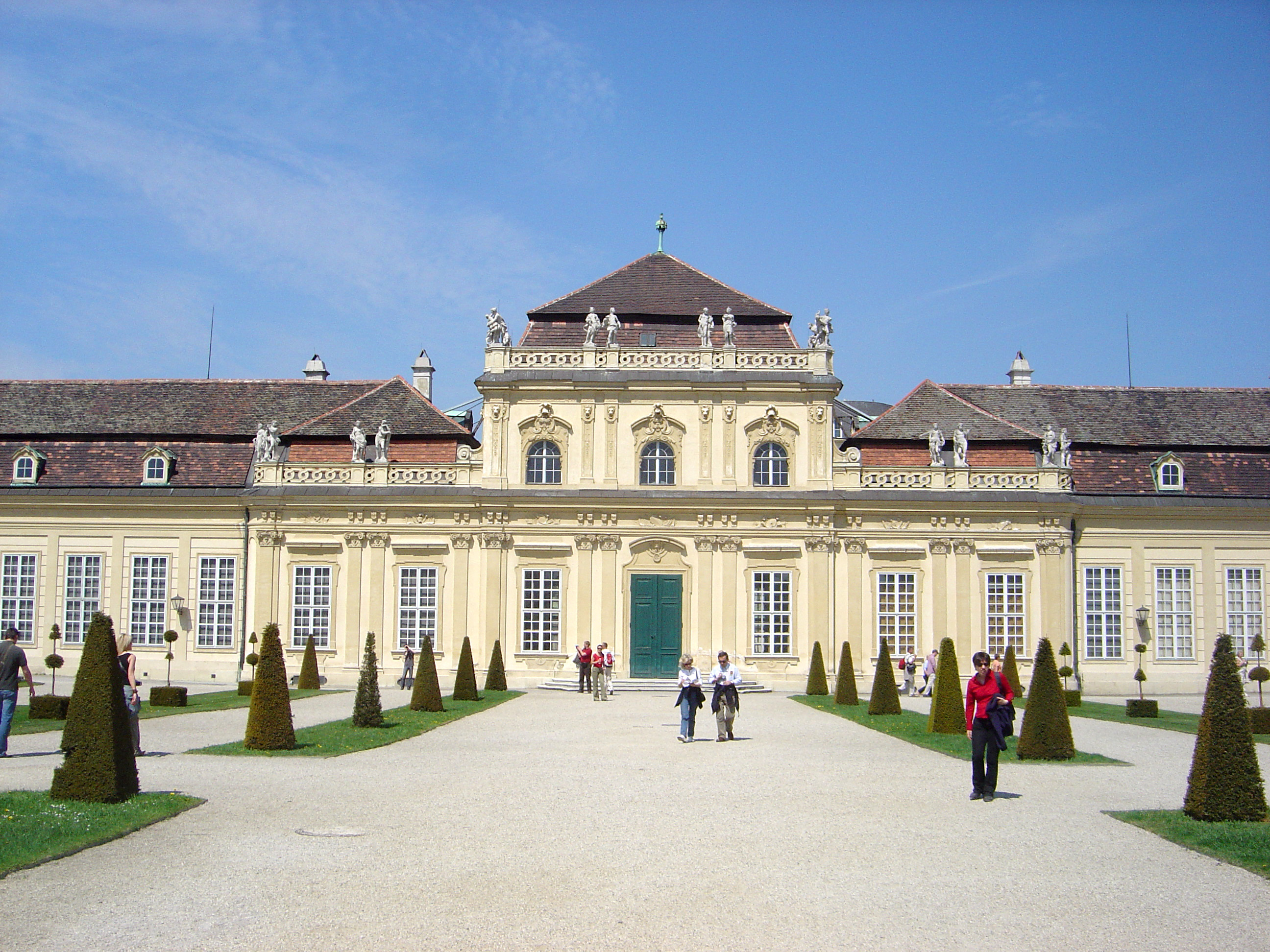
Belvedere Inferior.

Na época em que o príncipe planeava comprar a terra nos arredores de Viena para o seu projecto Belvedere, a área estava completamente subdesenvolvida – um lugar ideal para construir um jardim paisagístico e um palácio de verão. No entanto, um mês antes de o príncipe fazer a sua aquisição, o Grande Marechal imperial Conde Heinrich Franz Mansfeld, Príncipe de Fondi, comprou a parcela vizinha e encarregou Hildebrandt de construir um palácio jardim no terreno. Para comprar a parcela de terreno, o Príncipe Eugénio foi forçado a tomar um grande empréstimo tendo como garantia o seu palácio de cidade, o qual ainda estava no processo de construção. O príncipe comprou áreas de terreno vizinhas adicionais em 1708, 1716 e, novamente, em 1717–1718 para lhe permitir expandir o jardim em etapas.

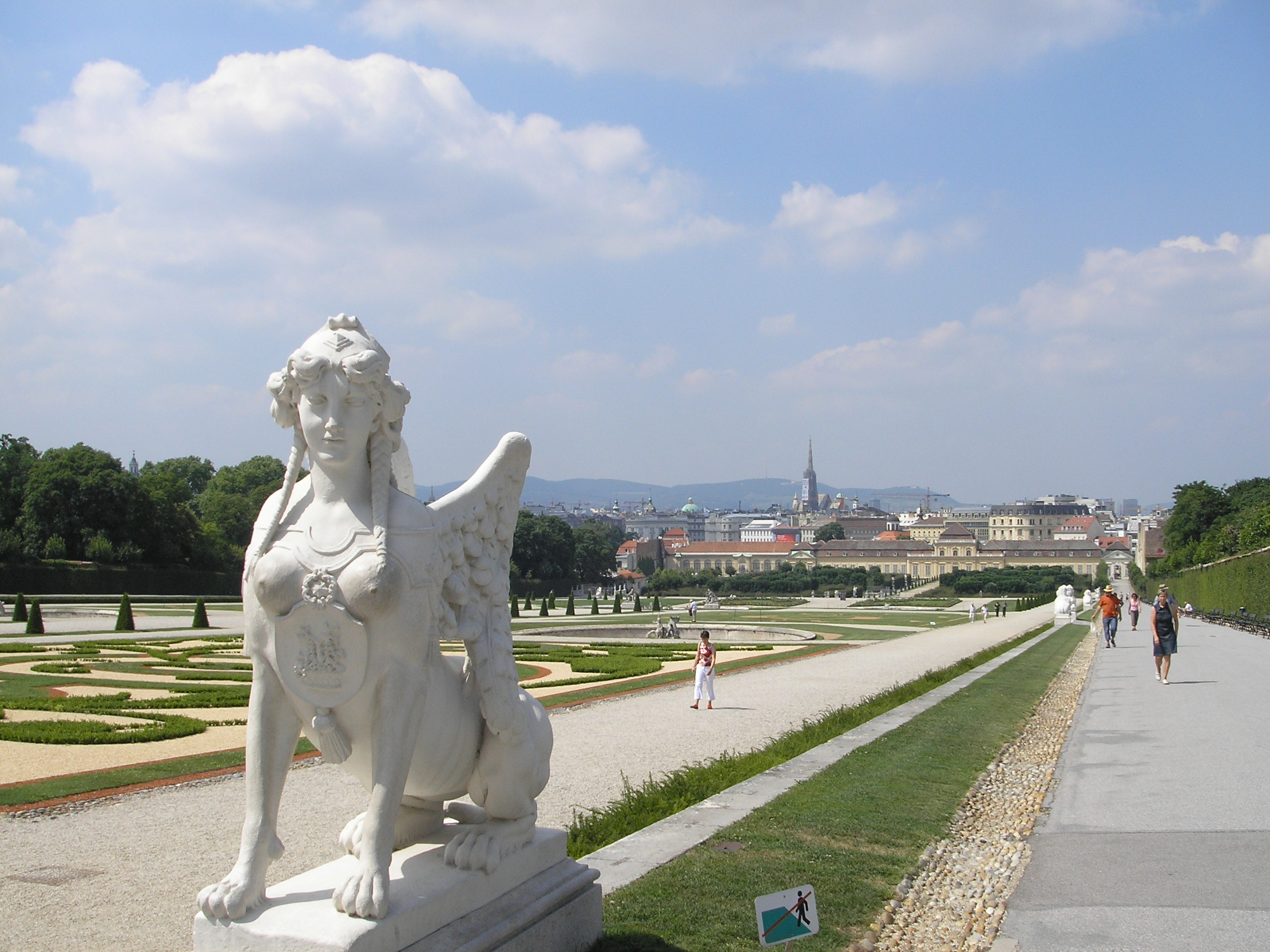
Esfinge nos jardins do palácio, com o Belvedere Inferior ao fundo.

Os registos indicam que a construção do Belvedere Inferior começou por volta de 1712, uma vez que o Príncipe Eugénio submeteu um pedido para uma inspecção de edifício no dia 5 de Julho de 1713. Os trabalhos processaram-se rapidamente e Marcantonio Chiarini, de Bolonha, começou a pintar a quadratura no átrio central em 1715. O embaixador flamenco visitou o Belveder Inferior, assim como o palácio de cidade, em Abril de 1716. Extensos trabalhos foram empreendidos nos terrenos ao mesmo tempo que a construção avançava no palácio de recreio, uma vez que o Belvedere Inferior foi descrito numa paisagem urbana anterior. Dominique Girard mudou significativamente os planos para o jardim entre Janeiro e Maio de 1717, para que este pudesse ficar concluído até ao verão seguinte. Girard, que esteve contratado como fontainier do rei - ou engenheiro hidráulico do rei - em Versailles entre 1707 e 1715, tinha começado a trabalhar como inspector de jardins para o Eleitor da Baviera Max Emanuel a partir de 1715. Foi por recomendação deste último que entrou ao serviço do Príncipe Eugénio.

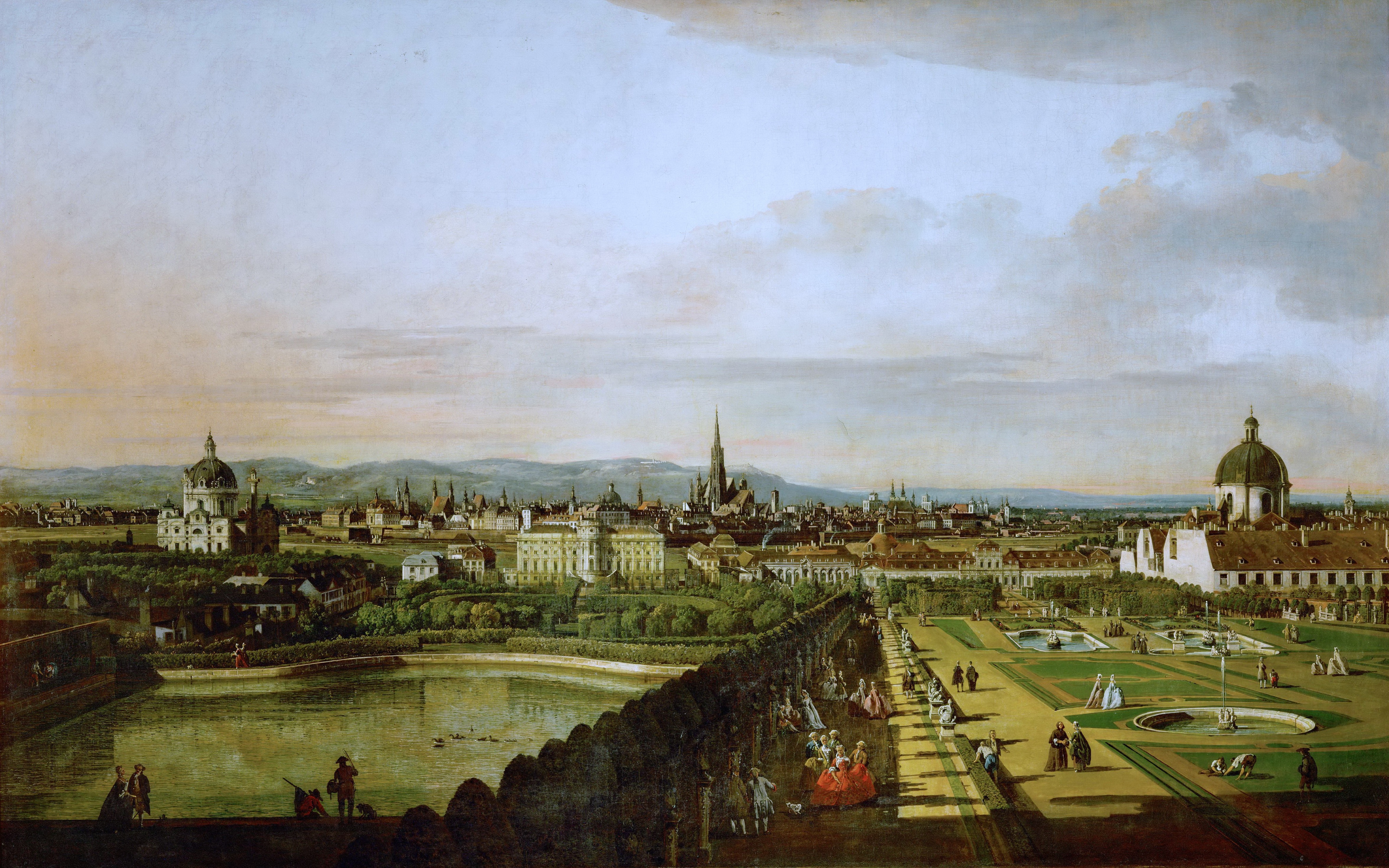
Os jardins vistos do Belvedere Superior, com o Belveder Inferior ao fundo, por Canaletto em 1758.

O Belvedere Inferior e a Orangerie foram adaptados especialmente para palco de exposições especiais. Depois de ganhar uma competição só para convidados, o arquitecto Susanne Zottl transformou a orangerie num moderno salão de exposições, embora preservando a estrutura barroca original do edifício. Este espaço foi inaugurado em Março de 2007 com a exposição Gartenlust: Der Garten in der Kunst (Jardins de Recreio: o Jardim na Arte). Poucos meses depois, o Belvedere Inferior reabriu com o espectáculo Viena—Paris. O redesenho foi realizado pelo arquitecto Wilfried Kühn, o qual mudou a entrada de volta para o seu lugar no cour d’honneur (pátio de honra), libertando assim, uma vez mais, a linha original de visão a partir do portão principal para o Belvedere Inferior através do Salão de Mármore para a fachada virada ao jardim do Belvedere Superior. As várias secções das várias orangeries anexadas ao Salão de Mármore foram devolvidas à sua condição original e, agora, providenciam espaço para as novas salas de exposição. As magníficas salas de aparato barrocas - a Galeria de Mármore, a Sala Dourada e o Salão de Grotescos – permanecem inalteradas e estão abertas ao público.

### Jardins
O jardim tinha um cenário cercado por sebes cortadas, mesmo porque o Belvedere foi construído à maneira formal francesa com passeios de cascalho e jogos de água por Dominique Girard, o qual tinha treinado nos jardins do Palácio de Versalhes como pupilo de André Le Nôtre. Subsiste o seu grande tanque de água no parterre superior e as escadas e cascatas povoadas por ninfas e deusas que liga os parterres superior e inferior, mas o canteiro padronizado está relvado desde há muito; actualmente, está a ser restaurado.

### Belvedere Superior

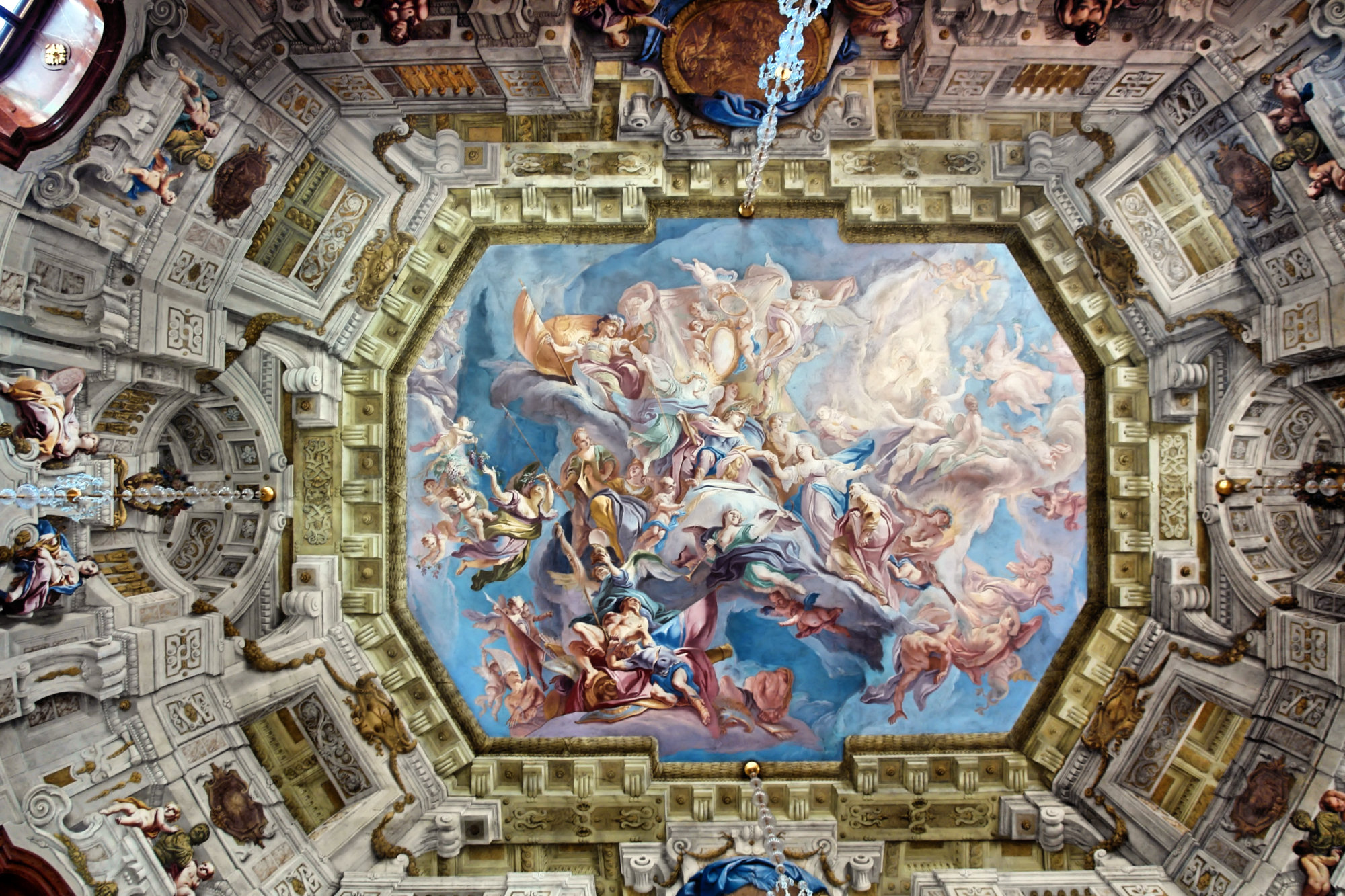
Pormenor do tecto no "Salão de Mármore".

A construção do Belvedere Superior começou em 1716, como é testemunhado por duas cartas que o Príncipe Eugénio enviou de Belgrado ao seu criado Benedetti no Verão de 1717, descrevendo o progresso do trabalho no palácio. A construção já estava tão avançada no dia 2 de Outubro de 1718 que o príncipe esteve capaz de receber ali o embaixador turco Ibrahim Pasha. A decoração do interior começou logo em 1718. Em 1719, o dono da obra contratou o pintor italiano Francesco Solimena para executar tanto o retábulo para a capela palaciana como o afresco do tecto do Salão Dourado. No mesmo ano, Gaetano Fanti foi contratado para executar a ilusionística pintura quadratura no Salão de Mármore. Em 1720, foi confiada a Carlo Carlone a tarefa de pintar o afresco do tecto do Salão de Mármore, o qual ele executou entre 1721 e 1723.

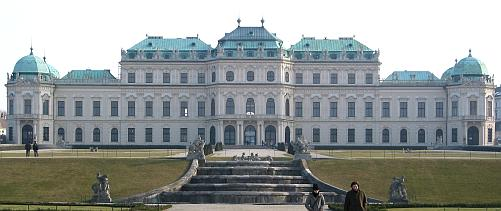
Belvedere Superior.

O edifício ficou concluído em 1723. No entanto, a Sala Terrena estava em risco de colapsar devido a problemas estruturais e, no Inverno de 1732–1733, Hildebrandt foi forçado a instalar um tecto abobadado suportado por quatro pilares em forma de Atlas, dando à sala o seu aspecto actual. Salomon Kleiner, um engenheiro da corte do eleitor de Mainz, produziu uma publicação em dez partes entre 1731 e 1740, contendo um total de dezanove estampas, intitulada Wunder würdiges Kriegs- und Siegs-Lager deß Unvergleichlichen Heldens Unserer Zeiten Eugenii Francisci Hertzogen zu Savoyen und Piemont ("Maravilhosa guerra e acampamento vitorioso do supremo herói da nossa era Eugénio Francisco Duque de Sabóia e Piemonte"), a qual documenta em detalhes precisos o estado do complexo do Belvedere.

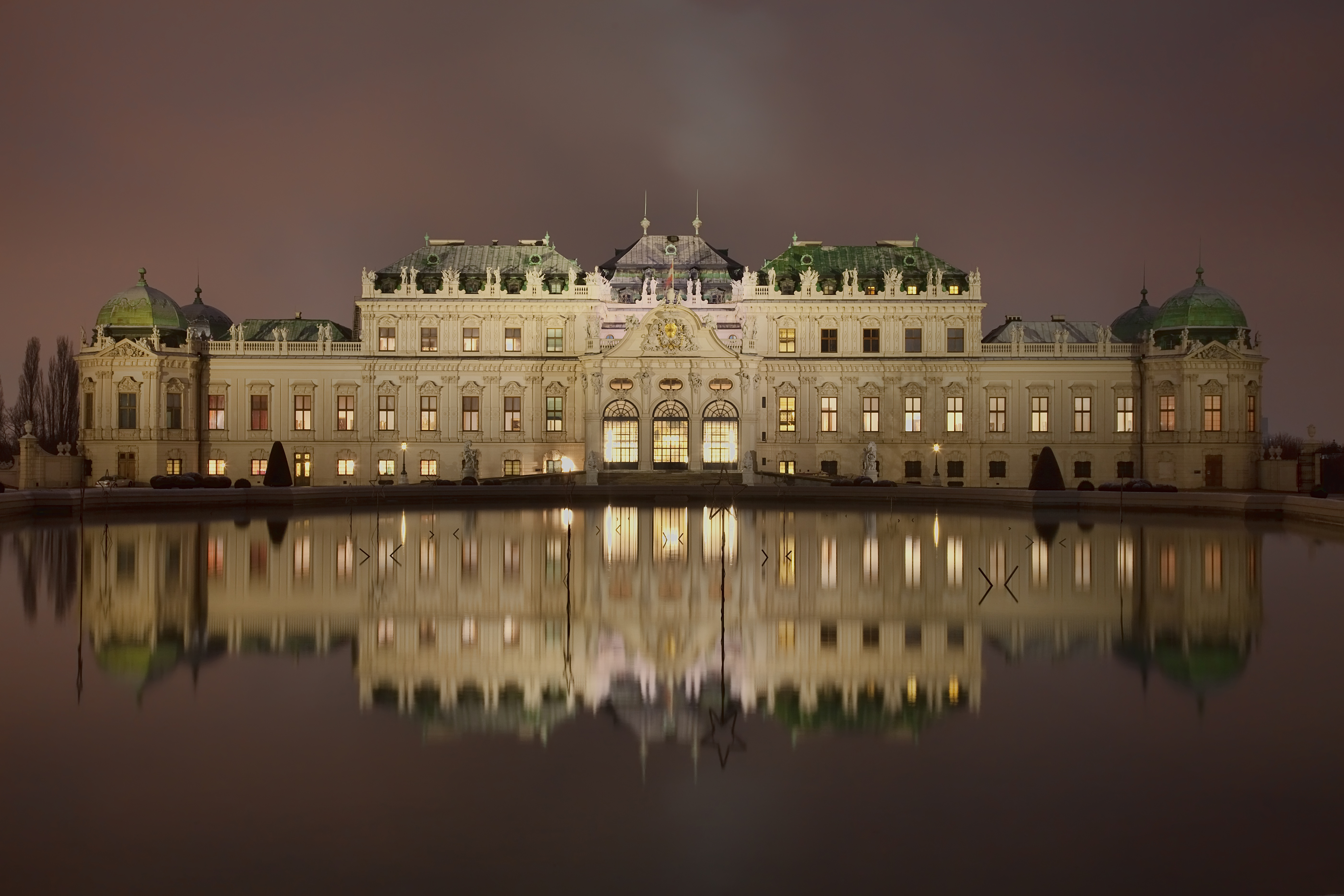
Vista nocturna do Belvedere Superior
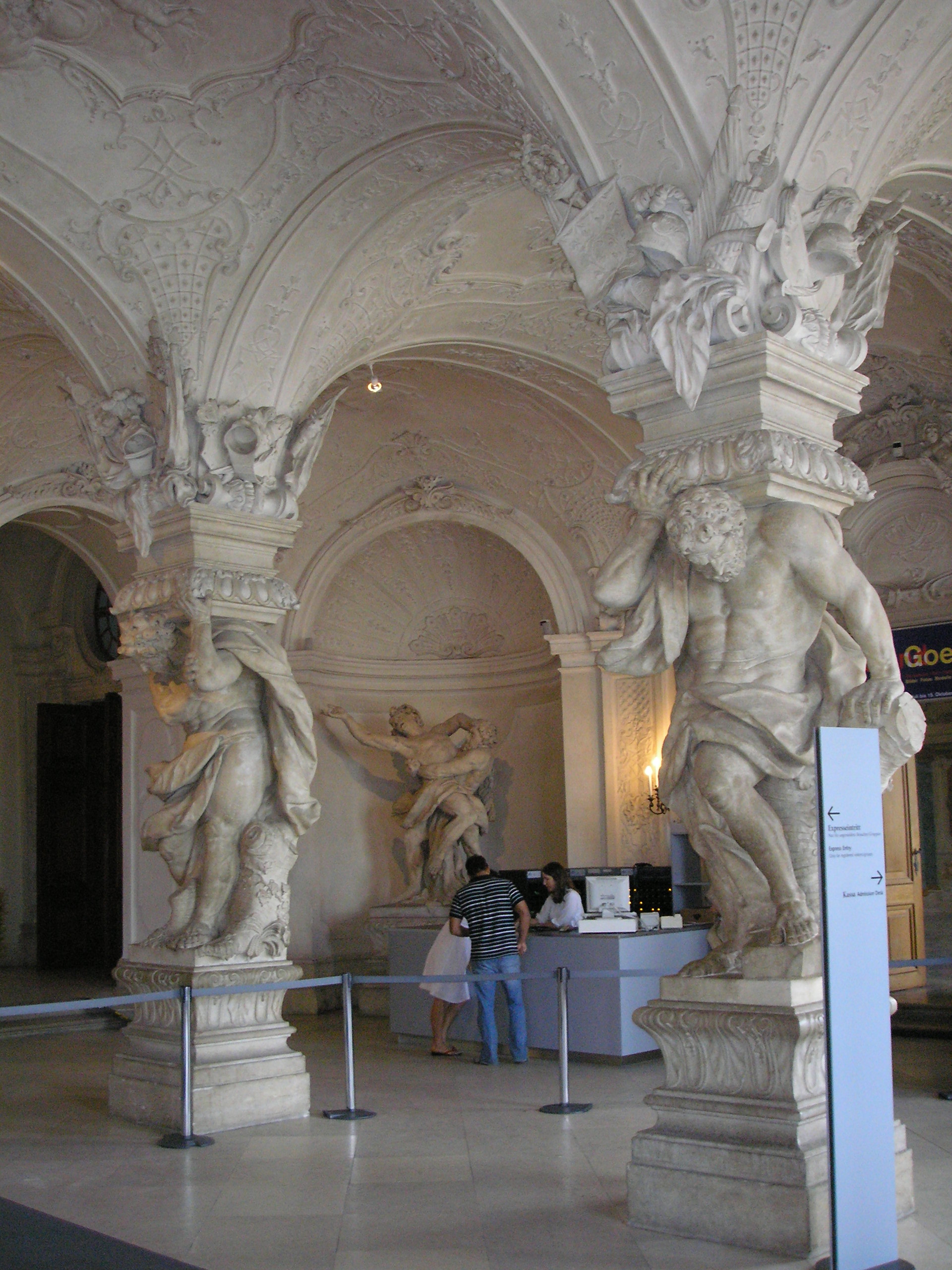
Atlas na Sala Terrena
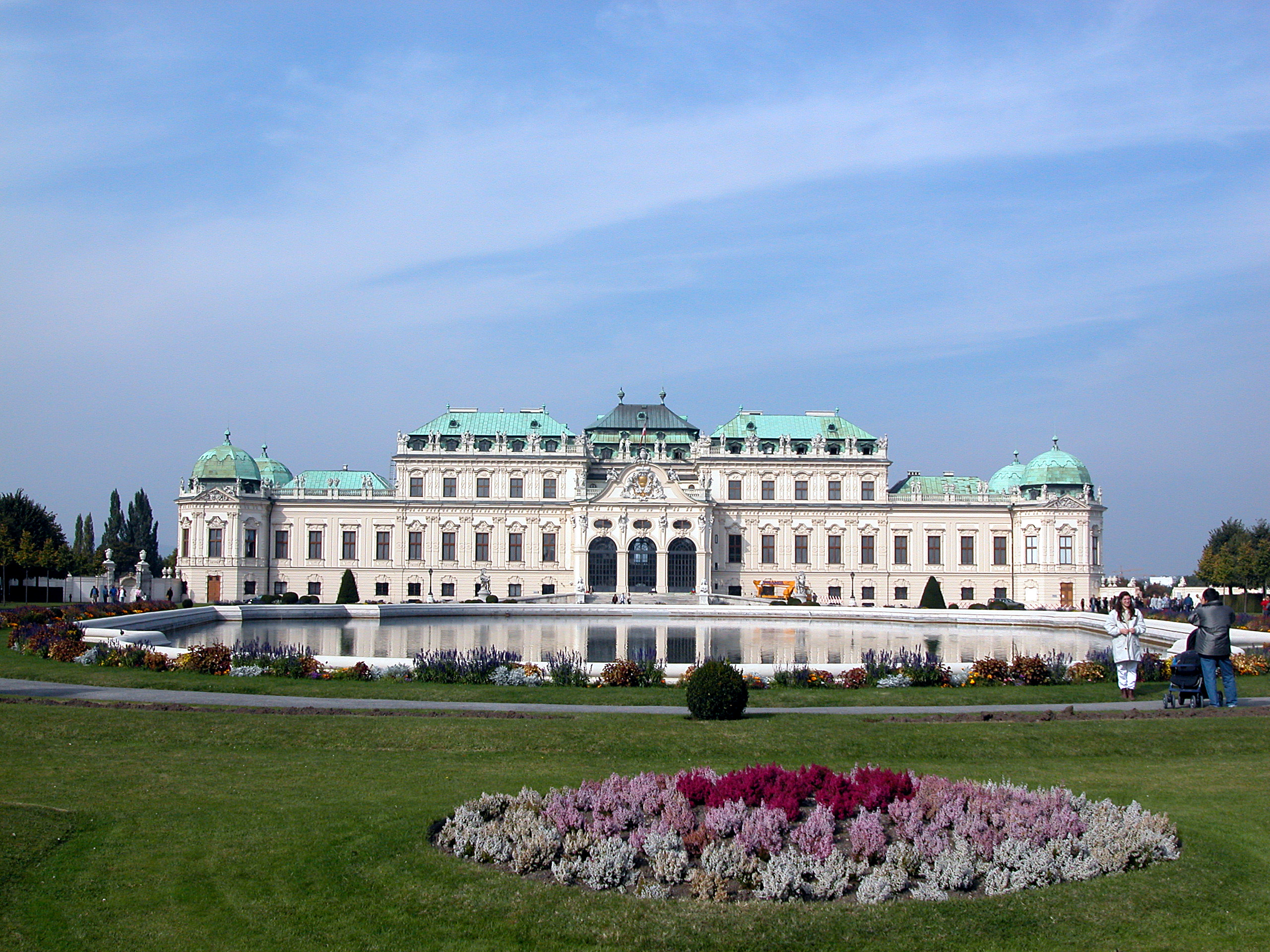
Vista do Belvedere Superior
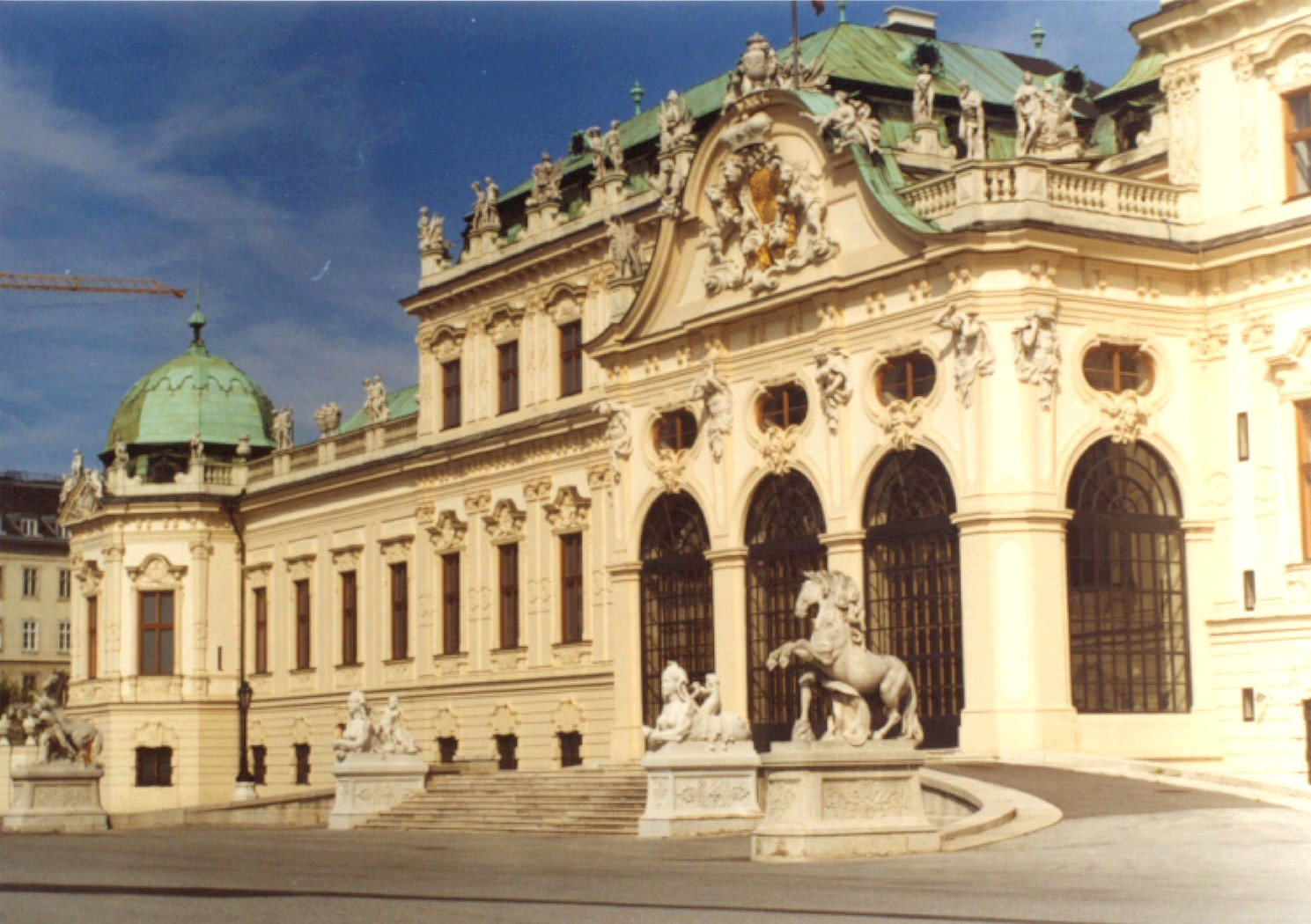
Lado sul do Belvedere Superior
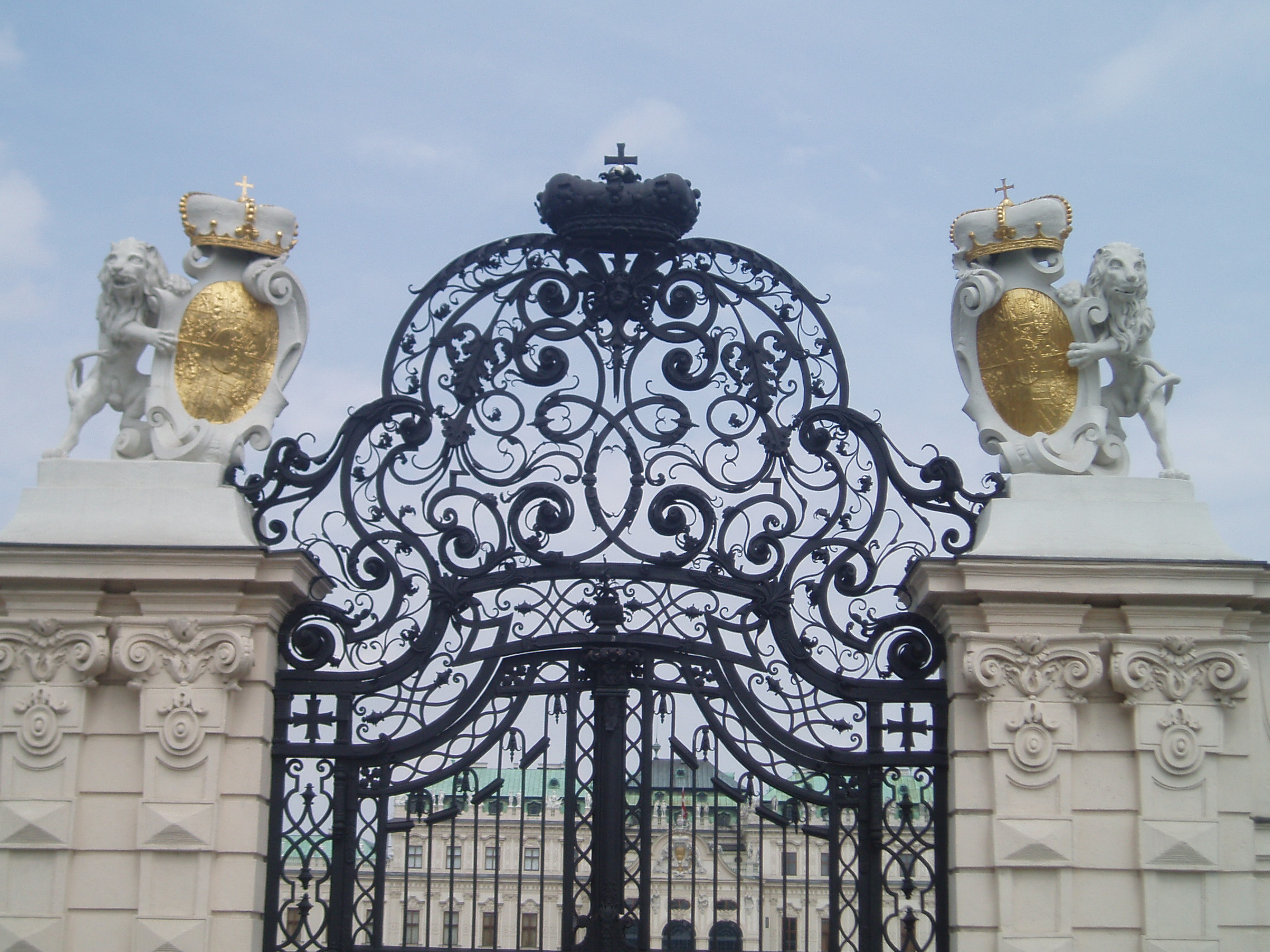
Detalhe do portão barroco

### O Belvedere depois da morte do Príncipe Eugénio

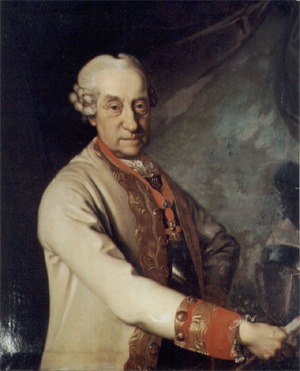
O Príncipe José Frederico de Saxe-Hildburghausen.

Quando o Príncipe Eugénio faleceu, no seu palácio de cidade em Viena, no dia 21 de Abril de 1736, não deixou um testamento legalmente vinculativo. Uma comissão criada pelo Sacro Imperador Carlos VI nomeou a sobrinha do príncipe, Maria Ana Vitória de Saboia, como sua herdeira. Esta era filha do seu irmão mais velho, Tomás, e o único membro sobrevivente da Casa de Sabóia-Soissons. A Princesa Vitória mudou-se para o Belvedere, conhecido naquele momento como Gartenpalais (Palácio-jardim), no dia 6 de Julho de 1736, mas logo deixou claro que não estava interessada na sua herança e que pretendia leiloar o complexo do palácio o mais rapidamente possível. No dia 15 de Abril de 1738, casou com o Príncipe José de Saxe-Hildburghausen (1702–1787), que era dezanove anos mais novo que ela, na presença da família real no Schloss Hof, na região de Marchfeld, Baixa Áustria. No entanto, a sua escolha de marido provou ser infeliz e o mal-entendido casal acabou por se divorciar em 1744. Só quando, oito anos depois, a Princesa Vitória decidiu finalmente deixar Viena e regressar à sua cidade natal, Turim, na Itália, é que Maria Teresa, a filha de Carlos VI, foi capaz de comprar a propriedade.
O casal imperial nunca se mudou para o Gartenpalais, o qual foi descrito pela primeira vez como Belvedere no seu contrato de venda, datado de Novembro de 1752. O complexo foi algo eclipsado pelos outros palácios imperiais e de início os edifícios foram deixados sem uso. Mais tarde, Maria Teresa criou uma galeria dos antepassados da Dinastia Habsburgo no Belvedere Inferior, como era costume em todos os outros palácios pertencentes à família imperial. O palácio foi despertado do seu sono apenas uma vez, no dia 17 de Abril de 1770, quando foi ali encenado um baile de máscaras para marcar a ocasião do casamento da Princesa Imperial Maria Antonieta com o Delfim de França, que mais tarde se tornaria Luís XVI. O Nobre Alto Camareiro Príncipe Johann Joseph Khevenhüller-Metsch e o arquitecto da corte Nicolaus Pacassi foram encarregados de tomar conta dos extensos preparativos para o baile, para o qual foram convidados 16.000 hóspedes.

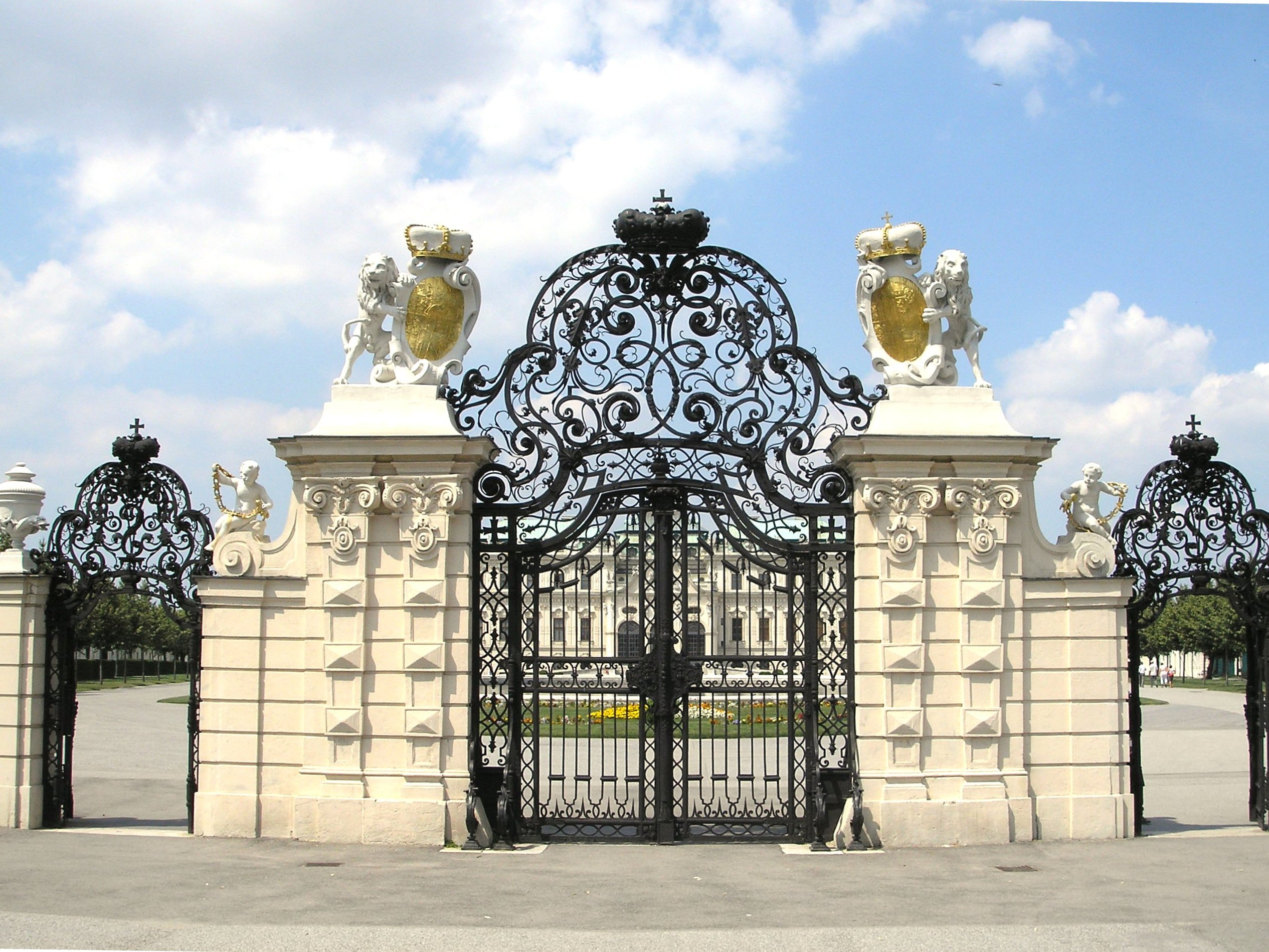
O portão principal para o Belvedere Superior, com os brasões dos Príncipes de Saboia apoiados por leões.

Em 1776, Maria Teresa e o seu filho, o Imperador José II, decidiram transferir a k.k. Gemäldegalerie (Galeria Imperial de Pintura) dos Estábulos Imperiais — uma parte do Hofburg, o palácio imperial de Viena — para o Belvedere Superior. Inspirados pela ideia do Absolutismo iluminado, a intenção era tornar a colecção imperial acessível ao público em geral. A galeria abriu cinco anos depois, fazendo dela um dos primeiros museus públicos no mundo. Uma série de eminentes pintores serviram como directores em funções da colecção imperial no Belvedere Superior até 1891, quando esta foi transferida para o recém-construído Kunsthistorisches Museum (Museu de Belas Artes), na esplêndida Ringstrasse de Viena.
Enquanto o Belvedere Superior foi transformado numa galeria de pintura no final do século XVIII, o Belvedere Inferior serviu principalmente para alojar membros da família em fuga de Napoleão. Entre os mais notáveis destes incluem-se a Princesa Maria Teresa Carlota de França, a única filha sobrevivente de Maria Antonieta e Luís XVI, e o Arquiduque Ferdinand. Maria Teresa Carlota residiu no palácio até ao seu casamento com o Príncipe Luís António, Duque de Angoulême, em 1799. O Arquiduque Ferdinand, o Governador da Lombardia até 1796, passou a viver ali depois de ter sido forçado a abandonar as suas terras aos franceses depois do Tratado de Campoformio, em 1797, o que o deixou sem residência.

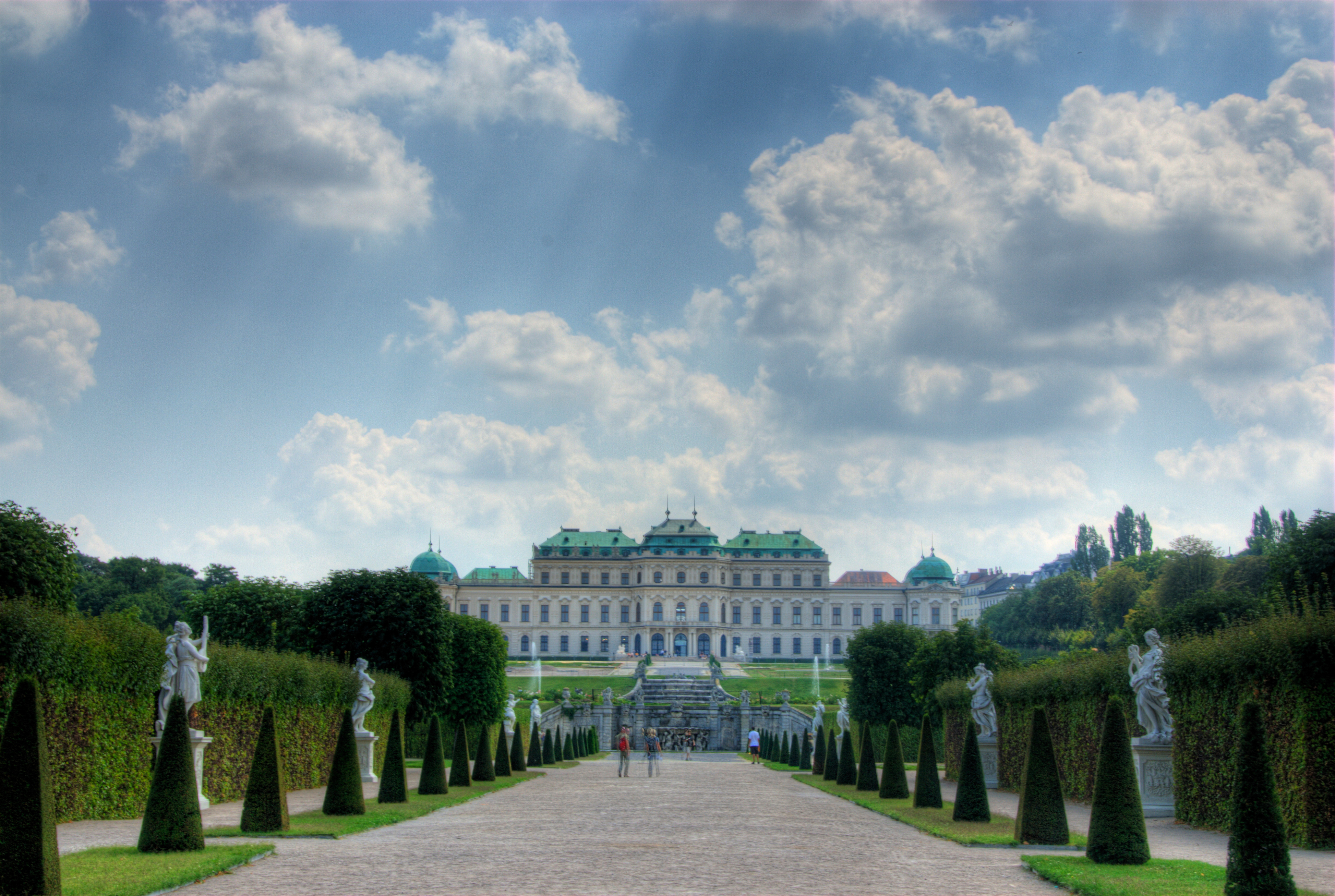
O Belvedere Superior visto do jardim.

Depois da Monarquia de Habsburgo ter sido forçada a ceder o Tirol à Baviera, com a Paz de Pressburg em 1805, uma nova casa tinha que ser encontrada para a colecção imperial do Schloss Ambras, perto de Innsbruck. De início, a colecção foi levada para Petrovaradin (agora na Sérvia) para protegê-la dos saques por parte das tropas francesas. Em 1811, o Imperador Francisco I decretou que esta devia ser instalada no Belvedere Inferior, o qual era, de facto, demasiado pequeno para a colecção. Portanto, esta parte do Belvedere também assumiu as funções de museu e já tinha começado a desenhar um número considerável de visitantes pela época do Congresso de Viena (1814–1815). Sob a direcção do Prefeito da Biblioteca da Corte Imperial, Moritz, Conde de Dietrichstein-Proskau-Leslie, a Colecção de Antiguidades Egípcias e a Sala de Antiguidades foram acrescentadas à colecção Ambras na colecção do Belvedere Inferior a partir de 1833. Em 1844, os marcos romanos, os quais tinham estado até esse momento armazenados nas catacumbas do Templo de Theseus, foram reinstalados num lugar ao ar livre no Jardim Privado. Aguarelas da autoria de Carl Goebel, o Jovem, prestam testemunho aos começos do Belvedere Inferior como museu, tal como faz o guia descritivo da colecção de Joseph Bergmann, que data de 1846. Esta situação manteve-se quase inalterada até à sua mudança para o recém-construído Kunsthistorisches Museum, na Ringstrasse, em 1888–1889.

### Francisco Fernando e o Belvedere
Depois da reinstalação das colecções imperiais, ambos os Belvederes deixaram de ser museus públicos, pelo menos durante algum tempo. Em 1896, o Imperador Francisco José I decidiu que o Belvedere Superior devia servir como residência para o seu herdeiro ao trono, o seu sobrinho Francisco Fernando. O herdeiro presumido teve o palácio remodelado sob a supervisão do arquitecto Emil von Förster, que também era sub-secretário imperial, tendo o palácio servido de residência a Francisco Fernando a partir desse momento. Por contraste, a Galeria Moderna foi inaugurada poucos anos depois, no dia 2 de maio de 1903, no Belvedere Inferior. Este museu foi a primeira colecção estatal na Áustria exclusivamente dedicada à arte moderna e surgiu por iniciativa da União de Artistas Austríacos, conhecida como Secessão de Viena. O objectivo era justapor arte austríaca com modernismo internacional. Desde o início, foram trazidas para a Galeria Moderna obras importantes de Vincent Van Gogh, Claude Monet e Giovanni Segantini. Em 1911, o museu foi então renomeado como k. k. Staatsgalerie (Galeria de Estado Imperial), depois de se ter decidido expandir o foco para além da arte moderna e incluir trabalhos de épocas anteriores. O assassinato do herdeiro aparente Francisco Fernando e da sua esposa, Sofia, Duquesa de Hohenberg, na eclosão da Primeira Guerra Mundial, e o subsequente colapso da Monarquia de Habsburgo, em 1918, marcaram o início duma nova era para o Belvedere.

### O Belvedere nas Primeira e Segunda Repúblicas
Pouco depois do final da guerra, em Novembro de 1918, o historiador de arte Franz Haberditzl submeteu um pedido ao Ministério da Educação, solicitando que os Belvederes fossem deixados para a Galeria de Estado. Esta aplicação foi concedida logo no ano seguinte. A nacionalização do complexo do Palácio Belvedere também foi prevista no projecto de documento para reorganizar as antigas colecções imperiais elaborado por Hans Tietze em 1920–1921. Adicionalmente ao museu que ainda existe actualmente, este documento também incluía planos para instalar uma Österreichische Galerie (Galeria Austríaca) e uma Galeria Moderna. Durante a reorganização de 1921–1923, o Museu Barroco foi acrescentado ao existente conjunto museológico no Belvedere Inferior. A Galeria Moderna foi inaugurada na orangerie em 1929. 
Os Belvederes sofreram danos consideráveis durante a Segunda Guerra Mundial. Partes do Salão de Mármore, no Belvedere Superior, e o Salão de Grotescos, no Belvedere Inferior, foram destruídos pelas bombas. Depois que os trabalhos de reconstrução foram concluídos, a Österreichische Galerie reabriu no Belvedere Superior no dia 4 de Fevereiro de 1953. O Museu Barroco no Belvedere Inferior e o Museum Mittelalterlicher Österreichischer Kunst (Museu de Arte Medieval Austríaca) abriu na orangerie no dia 5 de Dezembro de 1953.

## O museu
Entre as numerosas obras do museu, encontram-se:
- "cabeças de caracteres" do escultor Franz Xaver Messerschmidt
- Diversos artistas do período Biedermeier.

O museu expõe igualmente vários quadros da época da viragem do século e da Secessão de Viena:
- Giovanni Segantini: Die bösen Mütter (1894)
- Gustav Klimt: Le Baiser (1907);
- Gustav Klimt: Judith I (1901);
- Egon Schiele: Der Rainerbub (1910)
- Oskar Kokoschka: Bildnis des Malers Karl Moll (1913)
- Koloman Moser: Autoportrait (1916)

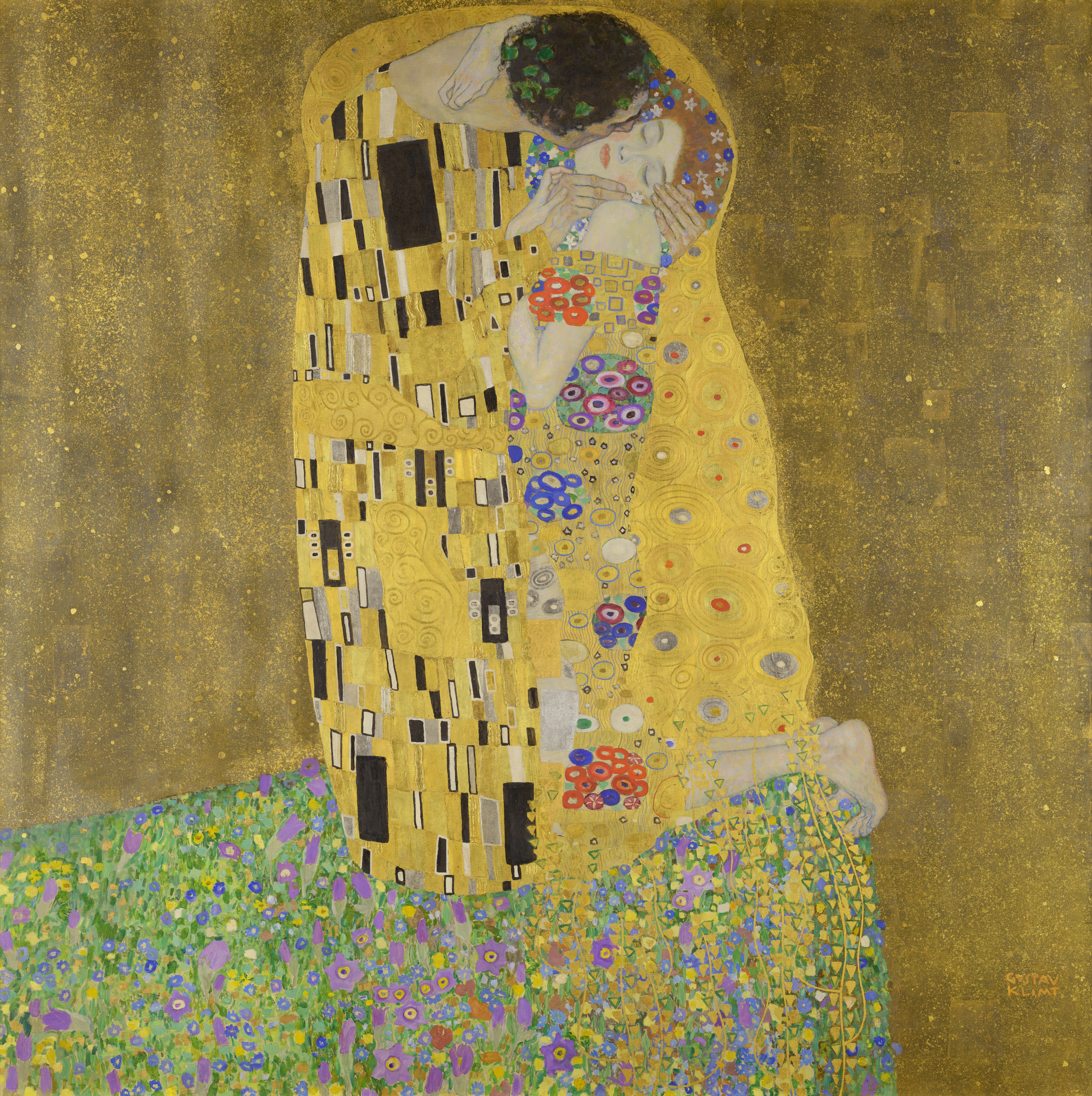
O Beijo de Gustav Klimt
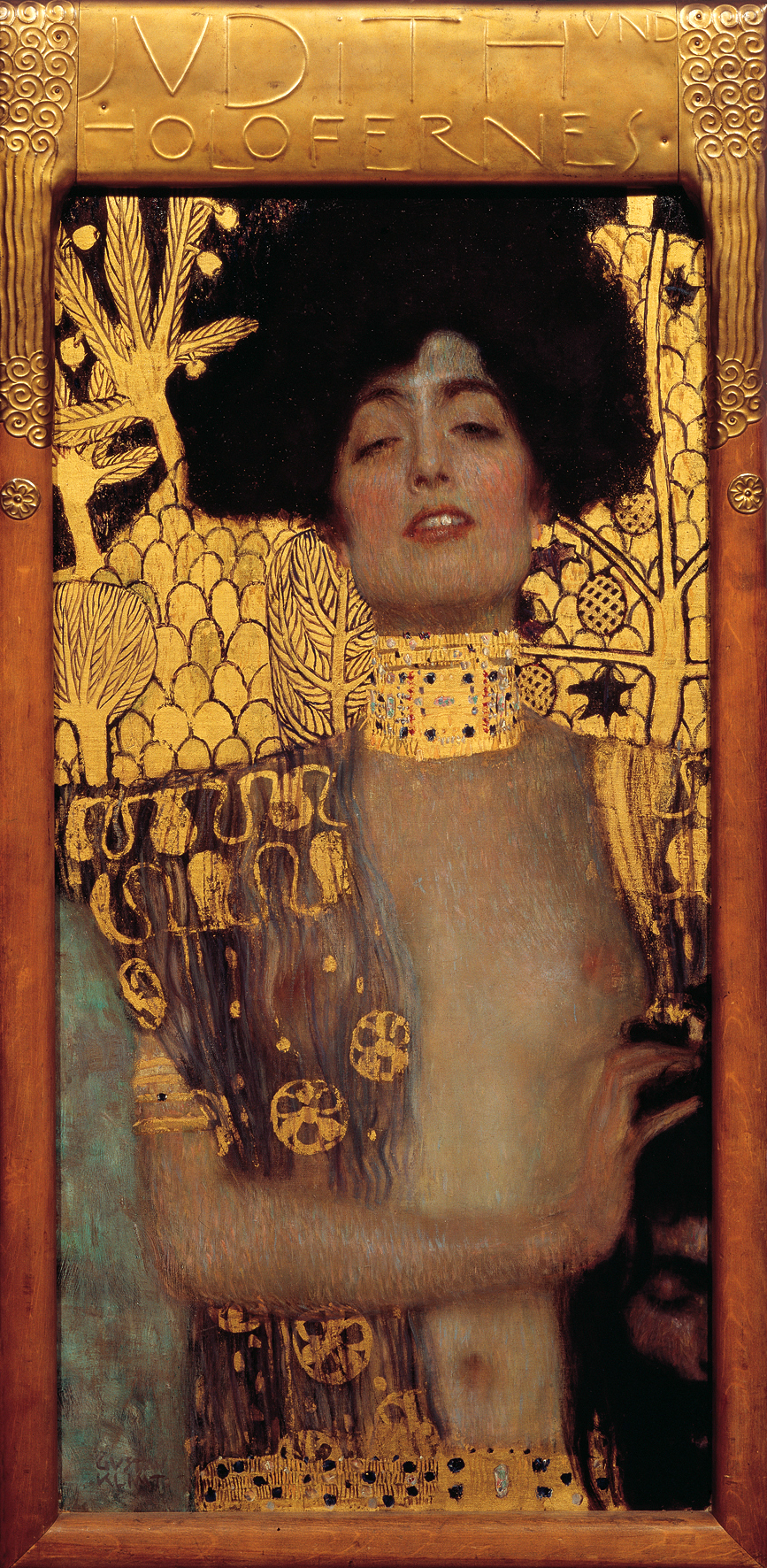
Judite com a cabeça de Holofernes de Gustav Klimt
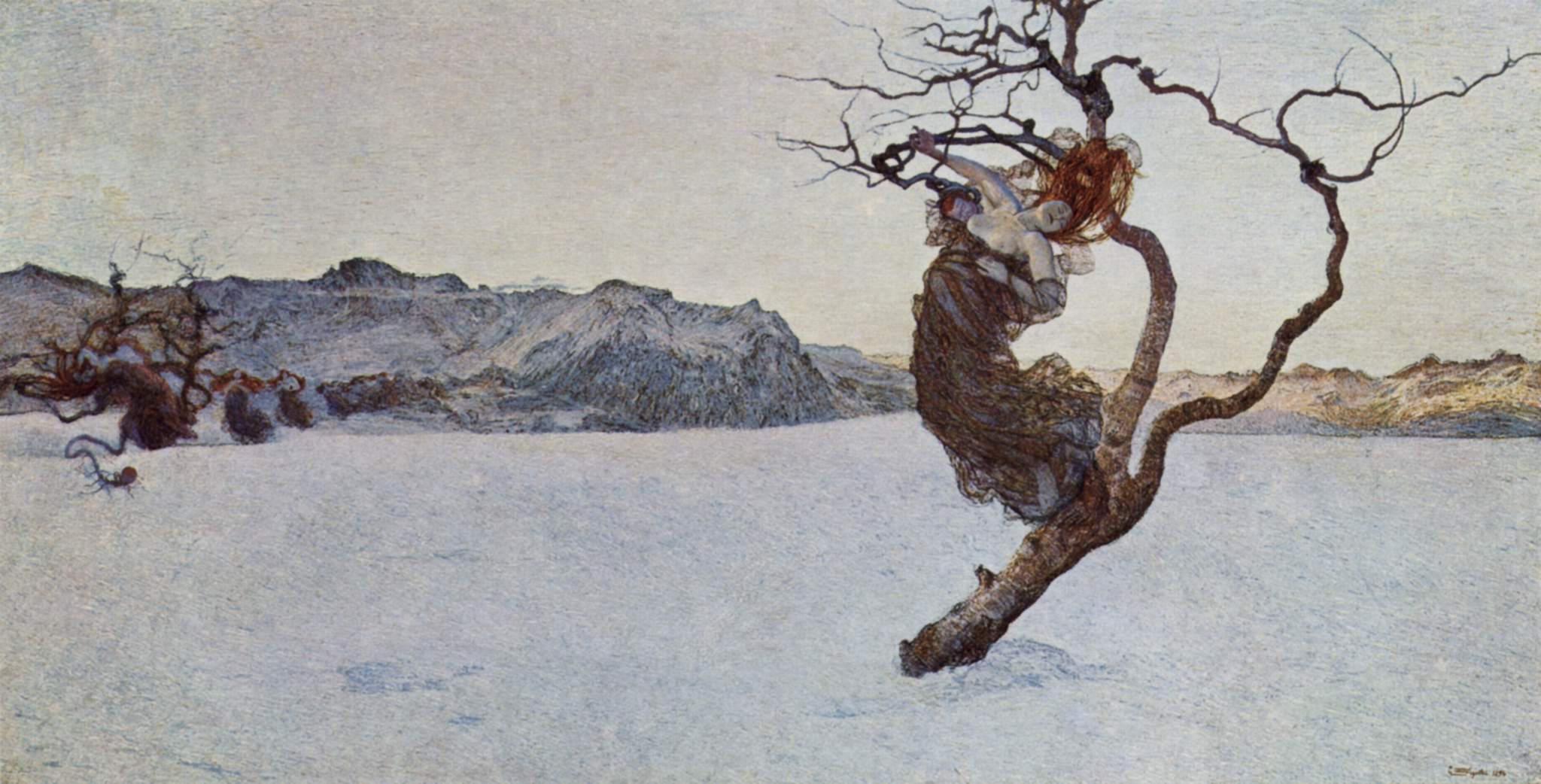
Die bösen Mütter de Giovanni Segantini

## Significado simbólico
O Palácio Belvedere, devido à sua importância histórica e ao facto de ter servido como local para a assinatura do Tratado de Estado Austríaco de 1955, é de especial importância simbólica para a Áustria. O Belvedere Superior pode ser visto no verso da nota de 10 schilling de 1950. Também está representado na moeda de 20 cêntimos de euro, onde aparece através do seu portão principal aberto.
Devido à grande celebridade do palácio, o novo bairro (stadtviertel) adjacente à área do Belvedere, em construção à volta da Estação Central de Viena, no 10º Distrito de Viena, recebeu o nome de Bairro Belvedere (Quartier Belvedere).

## O Belvedere como cenário cinematográfico
O palácio e os jardins são, por vezes, usados como cenários cinematográficos, como aconteceu, por exemplo, no filme Princesa Olímpia, com Sofia Loren.

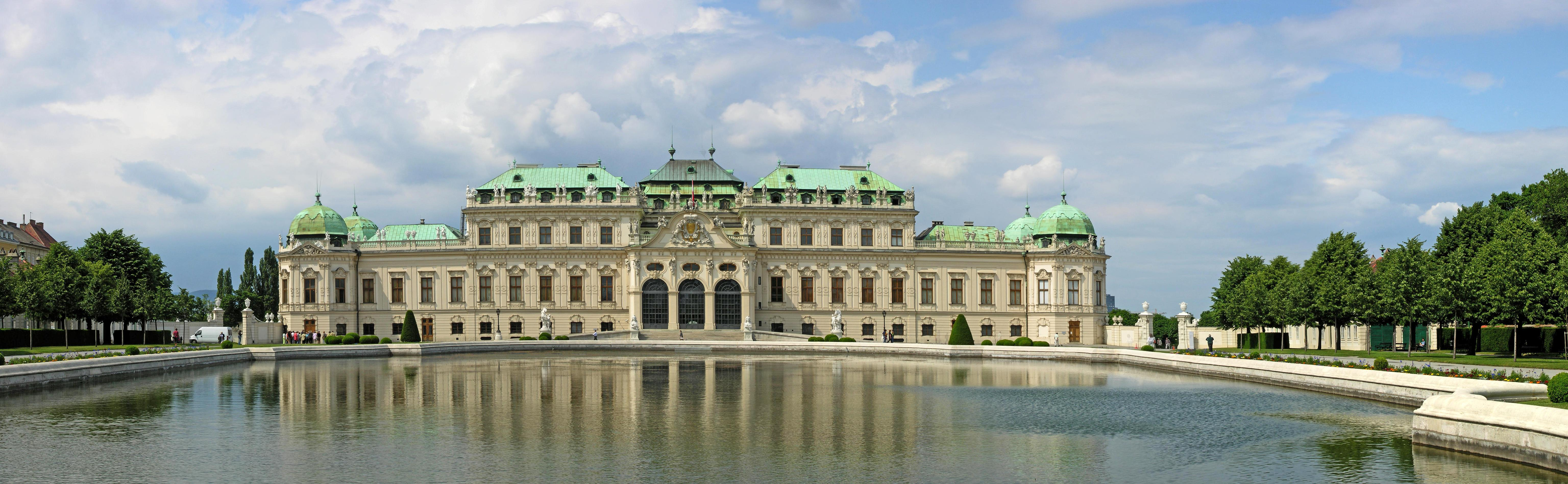
Vista panorâmico do Belvedere Superior.

## Transportes
Para ir ao Palácio Belvedere deve tomar-se o Metro de Viena. a estação mais próxima é a "Südtiroler Platz" (U1), mas também se pode sair nas estações "Taubstummengasse" (U1) e "Karlsplatz" (U1,U2 (final da linha U2) e U4), que também ficam mais ou menos próximas.